# Leszczyna (województwo dolnośląskie)
Leszczyna (niem. Haasel) – wieś w Polsce położona w województwie dolnośląskim, w powiecie złotoryjskim, w gminie Złotoryja.

## Podział administracyjny
W latach 1975–1998 miejscowość administracyjnie należała do województwa legnickiego.

## Położenie
Wieś leży na Pogórzu Kaczawskim (Pogórzu Złotoryjskim), a otoczona jest lasami Parku Krajobrazowego Chełmy.

## Historia
Historycy zakładają, że już w XIII w. wydobywano i przetwarzano tu miedzionośne margle. Natomiast najstarsze dokumenty potwierdzające działalność górniczą w tej okolicy pochodzą z XIV w. Mówią one o tym, że w 1360 r. właściciel pobliskiej wsi Wilków otrzymał, od księcia legnickiego Wacława przywilej poszukiwania i wybierania kruszców oraz rud metali na obszarze jego dóbr. Roboty górnicze rozwinęły się na szerszą skalę w XVI wieku. Kopalnie rudy miedzi powstawały niemal we wszystkich wioskach w pobliżu niecki leszczyńskiej, a ich ślady (sztolnie, szyby i żużel) zachowały się do naszych czasów. 
W roku 1661 roboty górnicze próbował kontynuować Ludwik IV Legnicki. Prace ponownie wznowiono w latach 1736–1740, ale największą sławę osada zyskała dzięki kopalni Ciche Szczęście (niem. Stilles Glück), która istniała w okresie 1855–1883. Wydobywano w niej rudy miedzi. W 1866 roku przy górniczym kompleksie zbudowano pierwsze piece hutnicze. W tym czasie z 5 t rudy otrzymywano 130 kg kamienia miedziowego, który zawierał 61 kg czystej miedzi. Półprodukty z tutejszej wioski trafiały do hut Niemiec i Anglii. Pod koniec XIX wieku kopalnia upadła. W 1936 roku rozpoczęła się budowa nowej kopalni. Działała ona do 1974 pod nazwą Zakład Górniczy Lena i była połączona linią kolejową ze stacją Jerzmanice Zdrój, otwartą 15 maja 1951.

## Zabytki
Do wojewódzkiego rejestru zabytków wpisane są:
- zespół pieców hutniczych, z połowy XIX w.; podwójny piec szybowy wapiennik z 1872 roku udostępniony dla zwiedzających. Na szczycie pieca urządzony jest taras widokowy. Od roku 2000, na terenie tzw. piecowiska u stóp wzgórza Duży Młynik organizowane są co roku Dymarki Kaczawskie. W roku 2012 oddano do użytku skansen górniczo-hutniczy. W podcieniach wzdłuż głównego budynku skansenu znalazły się warsztaty rzemieślnicze (kuźnia, piekarnia, wyrób ceramiki, obróbka kamieni szlachetnych, zielarstwo, wyrób papieru czerpanego itp.), natomiast pod murem ulokowano kramy kupieckie. W centrum placu stoi czynny piec hutniczy do prezentacji wytopu miedzi. Jest to replika średniowiecznego pieca, wykonana na podstawie słynnych szesnastowiecznych rycin G. Agricoli, obrazujących pracę górników i hutników, a które można obejrzeć w izbie tradycji. W skansenie bierze swój początek licząca 3,5 km ścieżka dydaktyczna Synklina Leszczyny, łącząca walory historyczne, przyrodnicze i geologiczne. Skansen czynny jest codziennie od 10:00 do 22:00, wstęp jest bezpłatny
  - piec I
  - piec II
  - otoczenie

inne zabytki:
- wiejski dom nr 26 - zachowana do dzisiaj willa Ericha Peuckerta, badacza europejskich tradycji ludowych (szczególnie podań i baśni), znawcy folkloru Gór Izerskich.

## Kamienie ozdobne
Obok wioski na starych hałdach lub też u podnóża ścian skalnych zdarza się natrafić na zielone malachity i niebieskie azuryty, powstałe w wyniku wietrzenia siarczków miedzi.